# Medical Investigation
Medical Investigation ist eine US-amerikanische Fernsehserie von NBC, die seit 10. Januar 2006 auch im deutschsprachigen Raum zu sehen ist.
Während die Sendung in Deutschland auf ProSieben gute Einschaltquoten erzielt, wurde sie in den USA schon nach 20 Folgen wegen zu geringer Quoten abgesetzt.

## Handlung
Die Serie handelt von den Fällen einer medizinischen Spezialeinheit des National Institutes of Health. Das Team um Dr. Stephen Connor kämpft gegen lebensbedrohliche Epidemien und untersucht die Umstände rätselhafter Erkrankungen. Neben ihrer Tätigkeit in Krankenhäusern und Laborräumen tritt hierbei die Ursachenforschung in den Vordergrund. Einen Großteil der Spannung bezieht die Serie aus der schwierigen Diagnosestellung; in dieser Hinsicht hat Medical Investigation Parallelen zur Serie Dr. House.

## Ausstrahlung in Deutschland
In Deutschland lief die Free-TV-Premiere der Serie am 11. Januar 2006 auf ProSieben. Die erste Folge sahen insgesamt 1,39 Millionen Zuschauer bei 4,1 Prozent Marktanteil, in der werberelevanten Zielgruppe waren es 1,16 Millionen Zuschauer bei 7,9 Prozent Marktanteil.

## Kritiken
„Einziger Unterschied zu ‚CSI‘: die Opfer leben (noch) – es geht sprichwörtlich um Leben und Tod. Genau dieser Aspekt macht die Spannung von ‚Medical Investigation‘ aus: Den Ermittlern läuft die Zeit davon, sie kämpfen einen ständigen Kampf gegen die Uhr. Mit welchen Erregern haben Connor und seine Kollegen es zu tun, welche Medikamente können helfen – gibt es überhaupt ein Gegenmittel? Und immer geistert eine unangenehme Frage im Hintergrund herum: Könnte der aktuelle Fall ein terroristischer Anschlag gewesen sein?“

## Auszeichnungen
Clark Mathis wurde 2005 im Rahmen der ASC Awards in der Kategorie Outstanding Achievement in Cinematography nominiert. Erica Mer erhielt eine Nominierung für den Young Artist Award in der Kategorie Best Performance in a Television Series – Guest Starring Young Actress.

## Wissenswertes
- Da sich Medical Investigation und Third Watch ein Serienuniversum teilen, erschien 2005 ein Crossover, in dem beide Teams zusammenarbeiten.
- Die Pilotfolge basiert auf dem Buch Eleven Blue Men von Berton Roueche.